# Lewy-Körperchen

Histologie: Lewy-Körperchen in melaninhaltigen Nervenzellen der Substantia nigra bei Parkinson-Krankheit.

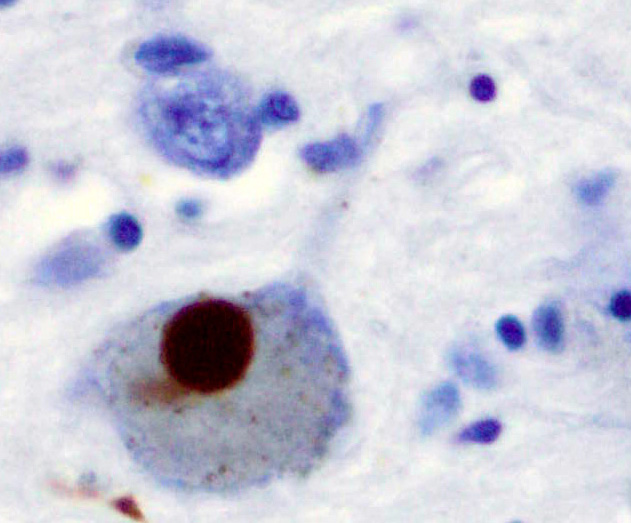
Immunhistochemie: α-Synuclein-Färbung eines Lewy-Körperchens in der Substantia nigra bei Parkinson-Krankheit.

Lewy-Körperchen (englisch: Lewy bodies) sind charakteristische Strukturen, die im Gehirngewebe von Patienten nachweisbar sind, die zu Lebzeiten an Parkinson-Krankheit oder einer Demenz vom Lewy-Körperchen-Typ litten. Es handelt sich um runde zytoplasmatische Einschlusskörperchen der Nervenzellen. Sie besitzen normalerweise einen dichten, eosinophilen Kern und einen blassen Halo. Sie bestehen aus α-Synuclein, Ubiquitin, Neurofilament und anderen Proteinablagerungen.
Lewy-Körperchen wurden 1912 von dem Neurologen Friedrich H. Lewy (1885–1950) erstmals mit der Parkinson-Krankheit in Verbindung gebracht. Ihre Ultrastruktur wurde 1965 erstmals von Duffy und Tennyson beschrieben. Während sich Lewy-Körperchen bei der Parkinson-Krankheit in Nervenzellen der Substantia nigra finden, kommen sie bei der Lewy-Körperchen-Demenz u. a. im Hirnstamm und der Großhirnrinde vor.

## Originalarbeiten
- E. Forster, F. H. Lewy: Paralysis agitans. In: M. Lewandowsky (Hrsg.): Pathologische Anatomie. Handbuch der Neurologie. Springer Verlag, Berlin 1912, S. 920–933.
- P. O. Duffy, V. M. Tennyson: Phase and electron microscopic observations of Lewy bodies and melanin granules in the substantia nigra and locus coeruleus in Parkinson's disease. In: J. Neuropathol. Exp. Neurol. 24, 1965, S. 398–414.